# Alfred North Whitehead
(A.N. Whitehead - W.H. Auden e L. Kronenberger - The Viking Book of Aphorisms, 1966)
Alfred North Whitehead (Ramsgate, 15 febbraio 1861 – Cambridge, 30 dicembre 1947) è stato un filosofo e matematico britannico.
Si occupò di logica, matematica, fisica, epistemologia, teologia e metafisica. Insieme a Bertrand Russell fu autore dei tre volumi di cui si compongono i Principia Mathematica, opera che si proponeva l'ambizioso programma di fondare la matematica sulla logica.
In La scienza e il mondo moderno (1925), Processo e realtà (1929) e Avventure di idee (1933), Whitehead tentò una mediazione tra l'istanza filosofica e la visione scientifica del mondo e formulò una metafisica organicistica, basata sulle idee di Leibniz e di Bergson.

## Biografia
Laureatosi al Trinity College dell'Università di Cambridge, vi insegnò dal 1885 al 1911, guadagnandosi la stima (postuma) di ultimo platonico dell'importante istituto. Insegnò anche all'Imperial College of Science and Technology di Kensington, Londra.
Nella sua carriera - solitamente suddivisa in un periodo logico-matematico (1898 - 1917), un periodo epistemologico (1919 - 1922) e un periodo metafisico (1924 - 1947) - Whitehead insegnò anche matematica applicata e meccanica all'Università di Londra (dal 1911 al 1924) e filosofia all'Università Harvard (fino al 1936).
Assieme a Bertrand Russell – suo allievo a Cambridge – scrisse i tre volumi dei Principia Mathematica (pubblicati fra il 1910 - 1913), in cui l'intera matematica viene ricondotta ai principi della logica.
La teologia fu uno dei suoi maggiori interessi, grazie alla posizione di vicario della Chiesa anglicana assunta dal padre e dallo zio. Però, le influenze della moglie e degli scritti del cardinale John Henry Newman, lo avvicinarono alla Chiesa cattolica. Lui stesso si definì, nel periodo precedente alla Grande Guerra, un agnostico, mentre in quello successivo si riavvicinò alla religiosità, senza mai aderire a un culto.
È stato presidente della "Aristotelian Society" dal 1922 al 1923.
Propose una teoria alternativa alla relatività generale, formulata da Einstein, basata sui principi della gravitazione, che però non viene più accettata dal mondo accademico della scienza.
Fra le sue opere figurano anche la Ricerca sui principi della conoscenza naturale (pubblicata nel 1919), Il concetto di natura (del 1920), La scienza e il mondo moderno (1925), Il divenire della religione (1926), Simbolismo (1927) e il già citato e famoso Processo e realtà (1929).
Suo nipote fu il matematico John Henry Constantine Whitehead.

## Il pensiero
Nella visione di Whitehead l'universo è una realtà sia fisica sia spirituale, che nella sua complessità, si sottrae alle rigide astrazioni della ragione e all'interno della quale si esplica l'azione creativa di un principio divino immanente.
La sua prima opera pubblicata è il Trattato di algebra universale, ripresa in senso moderno di quell'ideale leibniziano che basa la fondazione di tutte le scienze sul calcolo logico.
Il pensiero filosofico di Whitehead è sempre stato improntato alla negazione di ogni tipo di approccio meccanicistico nella filosofia della scienza. Sotto questo aspetto egli concepì la realtà come un processo nel quale non è possibile operare una distinzione tra soggetto e oggetto, in quanto ogni evento, siccome connesso ad altri, può presentarsi alternativamente sia come oggetto sia come soggetto; in altre parole, secondo Whitehead, il presupposto fondamentale del realismo puramente inteso è che l'oggetto della percezione (vale a dire la natura) è qualcosa di diverso dal pensiero; e ciò - e ancora una volta alla maniera di Platone - in rapporto all'insieme di collegamenti dati dagli oggetti esterni che costituiscono il campo del possibile e dell'esistente.
Il suo modello di indagine, inseribile all'interno della "filosofia scientifica della natura", si oppose alla conoscenza frazionata e suddivisa in compartimenti stagni, e propose, invece, una filosofia "organica" basata sulla correlatività, secondo la quale ogni fatto richiede un'analisi completa a carattere generale.
Nella sua opera Process and Reality, Whitehead sosterrà che l'esperienza, il cui divenire forma il processo, precede e condiziona la coscienza, non viceversa.
Whitehead tratterà ripetutamente di Dio, definendolo in Process and Reality come un'entità del principio e anche della fine, avente una natura non solo primordiale rispetto all'universo, ma anche consequenziale. La cosmologia viene presentata da Whitehead come il procedere del mondo verso un'unità immersa nella visione di Dio.

## Opere
- A Treatise on Universal Algebra, Cambridge University Press, 1898.
- The Axioms of Descriptive Geometry, Cambridge University Press, 1907.
- Principia Mathematica (con Bertrand Russell), Cambridge University Press, 1910 (volume I), 1912 (volume II), 1913 (volume III).
- An Introduction to Mathematics, Cambridge University Press, 1911 (tr. it. Introduzione alla matematica, Sansoni, 1953 - Prima edizione).
- The Organization of Thought Educational and Scientific, Williams & Norgate, 1917.
- An Enquiry Concerning the Principles of Natural Knowledge, Cambridge University Press, 1919.
- The Concept of Nature, Cambridge University Press, 1920 (tr. it. Il concetto di natura, Einaudi, 1948).
- The Principle of Relativity with Applications to Physical Science, Cambridge University Press, 1922 (tr. it. Il principio della relatività. Con applicazioni alla fisica, Edizioni Melquìades, 2007).
- Science and the Modern World, Macmillan, 1925 (tr. it. La scienza e il mondo moderno, Bollati Boringhieri, 1979).
- Religion in the Making, Macmillan, 1926.
- Symbolism, Its Meaning and Effect, Macmillan, 1927 (tr. it. Simbolismo, Raffaello Cortina, 1998).
- Process and Reality: An Essay in Cosmology, Macmillan, 1929 (seconda edizione corretta a cura di David Ray Griffin e Donald W. Sherburne: Free Press, 1978; tr. it. della prima edizione Il processo e la realtà. Saggio di cosmologia, Il Saggiatore, 1965).
- The Aims of Education and Other Essays, Macmillan, 1929.
- The Function of Reason, Princeton University Press, 1929.
- Adventures of Ideas, Cambridge University Press, 1933 (tr. it. Avventure di idee, Bompiani, 1997).
- Nature and Life, University of Chicago Press, 1934 (tr. it. Natura e vita, Mimesis, 2012).
- Modes of Thought, Macmillan, 1938.
- Essays in Science and Philosophy, Philosophical Library, 1947.

## Opere su Whitehead
- Whitehead und der Prozeßbegriff / Whitehead and The Idea of Process. Beiträge zur Philosophie Alfred North Whiteheads auf dem Ersten Internationalen Whitehead-Symposion 1981. Proceedings of The First International Whitehead-Symposion. Edited by Harald Holz and Ernest Wolf-Gazo. Verlag Karl Alber, Freiburg i. B. / München 1984. ISBN 3-495-47517-6
- Whiteheads Metaphysik der Kreativität. Internationales Whitehead-Symposium Bad Homburg 1983. Edited by Friedrich Rapp and Reiner Wiehl. Verlag Karl Alber, Freiburg i. B. / München 1986. ISBN 3-495-47612-1
- Leonardo Vittorio Arena, Comprensione e creatività, Franco Angeli, Milano 1989. ISBN 88-204-3272-2
- Michel Weber and Will Desmond (eds.), Handbook of Whiteheadian Process Thought, Frankfurt, Ontos Verlag, Process Thought X1 & X2, 2008 (ISBN 978-3-938793-92-3).